# Francis Ysidro Edgeworth

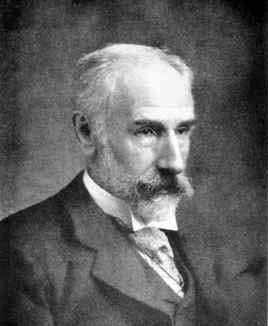
Francis Ysidro Edgeworth

Francis Ysidro Edgeworth (n. 8 februarie 1845 — d. 13 februarie 1926) a fost un economist britanic, reprezentant al Școlii neoclasice.